# Sobór Przemienienia Pańskiego w Twerze
Sobór Przemienienia Pańskiego (cerk./ros. Спасо-Преображенский собор - Spaso-Prieobrażenski sobor) – prawosławny sobór w Twerze, katedra eparchii twerskiej. 

## Historia
Pierwszy prawosławny sobór pod wezwaniem Przemienienia Pańskiego został wzniesiony w Twerze w latach 1285-1290. Inicjatorem jego powstania był książę twerski Michał Jarosławowicz. Świątynia była miejscem ślubów i pochówków książąt twerskich i ich małżonek, tam też chowano zmarłych ordynariuszy prawosławnej eparchii twerskiej. W XIV w. była to cerkiew z trzema ołtarzami, noszącymi wezwania Przemienienia Pańskiego, Wprowadzenia Matki Bożej do Świątyni oraz św. Dymitra. W końcu XIV w. kopuły soboru zostały pozłocone. W latach 1634-1635 sobór przeszedł generalny remont, współfinansowany przez cara Michała. 
W końcu XVII w. z inicjatywy i z funduszy arcybiskupa twerskiego Sergiusza na miejscu średniowiecznej katedry został wzniesiony nowy sobór pod tym samym wezwaniem. Budowa cerkwi trwała w latach 1689 do 1696. Sobór również nosił wezwanie Przemienienia Pańskiego, zaś dwóm ołtarzom bocznym nadano wezwania Wprowadzenia Matki Bożej do Świątyni oraz św. Michała Twerskiego; drugi z ołtarzy już po dwudziestu latach od konsekracji został zlikwidowany, a pomieszczenie ołtarzowe przekształcono w zakrystię. W połowie XVIII w. wzniesiono natomiast dzwonnicę, w której przez pewien czas znajdowała się cerkiew św. Jana Miłościwego.
W połowie XIX w. sobór został powiększony o obszerny przedsionek, nad którym w 1903 r. wzniesiono drugą kondygnację, gdzie umieszczono skład szat liturgicznych. W 1913 r. w sąsiedztwie świątyni wzniesiono kaplicę (czasownię) Wszystkich Świętych Twerskich, dla upamiętnienia gubernatora twerskiego Pawła Slepcowa, zabitego w zamachu przez eserowców.
Po rewolucji październikowej, w 1923 r., cerkiew znalazła się w rękach parafii odnowicielskiej, która funkcjonowała do 1932 r. Nocą z 3 na 4 kwietnia 1935 r. świątynia została wysadzona w powietrze. Dawny plac katedralny otrzymał nazwę Placu Rewolucji, zaś w 1937 r. ustawiono na nim figurę przedstawiającą Lenina i Stalina w Gorkach. Po zajęciu Tweru przez wojska niemieckie w 1941 r. na placu znajdował się cmentarz. W 1955 r. na placu stanął pomnik Michaiła Kalinina.
Po upadku Związku Radzieckiego, w 1992 r., przeprowadzono prace archeologiczne w celu odnalezienia pozostałości cerkwi i określenia jej dokładnej lokalizacji. W 1999 r. na miejscu, gdzie znajdował się dawniej główny ołtarz, ustawiono krzyż, a w 2002 r. także krzyż pamiątkowy. W latach 2007-2008 zbudowano na tym miejscu kaplicę, zaś w 2015 r. przystąpiono do prac nad odbudową soboru. W 2019 r. ukończono prace nad bryłą świątyni, zaś w 2023 r. do wnętrza wstawiono ikonostas. W tym samym roku przed soborem stanął pomnik biskupa twerskiego Symeona, pierwszego ordynariusza tutejszej eparchii, błogosławiącego księcia Michała Jarosławowicza i jego zamiar wzniesienia prawosławnej katedry. W maju 2024 r. w świątyni, jeszcze przed jej wielkim poświęceniem, służono paschalną Świętą Liturgię. Poświęcenia obiektu dokonał patriarcha moskiewski i całej Rusi Cyryl w lipcu tego samego roku.